# Thereutis insidiosa
Thereutis insidiosa är en fjärilsart som beskrevs av Edward Meyrick 1892. Thereutis insidiosa ingår i släktet Thereutis och familjen bronsmalar. Inga underarter finns listade i Catalogue of Life.